# Sound City Studios
Sound City Studios är en inspelningsstudio som öppnades 1969 i Van Nuys-området i Los Angeles i Kalifornien. 2013 gjordes en dokumentär om studion, Sound City, regisserad av Dave Grohl.
Anläggningen hade tidigare varit en produktionsfabrik för den engelska instrumenttillverkaren Vox. Sound City var känt för sitt karakteristiska inspelningsljud, särskilt på trummor och livekonserter av rockband. Mer än 100 guld- och platinumalbum har spelats in där. Studion var privatägd från 1970 tills den stängde sina kommersiella studiotjänster i maj 2011. Den hyrdes av en enda hyresgäst från 2011 till 2016 innan den öppnades på nytt i början av 2017.  

## Historia
Studion skapades av Joe Gottfried och Tom Skeeter, som ville starta ett skivbolag och komma in i managementbranschen. Efter en tuff start köpte Skeeter en toppmodern inspelningskonsol för 75 175 dollar av den engelska ljudingenjören Rupert Neve: "En av fyra i världen … 28-ingångar, 16-bussar, 24-monitor 8028 med 1084 EQ och ingen automatisering".
Den första låten inspelad på konsolen framfördes av Stevie Nicks och ledde till en inbjudan att gå med i Fleetwood Mac.
Under 1969 var Sound City värd för David Briggs produktioner Twelve Dreams of Dr. Sardonicus av Spirit och After the Gold Rush av Neil Young. Sektledaren Charles Manson spelade även in i Studio B, endast månader innan Mansonfamiljens mordturné.
På 1970-talet spelade bland annat Neil Young, Dr. John, Spirit, Crazy Horse och Nitty Gritty Dirt Band in musik i studion. Shelter Records grundare Leon Russell och Denny Cordell vistades också i Sound City och spelade in Leon Russell, Delaney & Bonnie och Joe Cocker. Tack vare Sheltergrundarna fick Sound City bokat en inspelning med ett nystartat band från Florida, med namnet Mudcrutch 1974, vilket senare gav en introduktion till Tom Petty and the Heartbreakers, vilket resulterade i ett förhållande som sträckte sig över två decennier. 
1976 spelade Fleetwood Mac in ett spår i studion, "Never Going Back Again", från vad som skulle bli ett av de mest sålda och mest kritikerrosade albumen genom tiderna, Rumours.
Under 1980- och 1990-talet användes studion för att producera verk från Tom Petty och Heartbreakers, Rick Springfield, Ronnie James Dio, Foreigner, The Black Crowes och Nirvana. Producenten Rick Rubin valde Sound City Studios för att spela in artister som Red Hot Chili Peppers och Johnny Cash (Unchained från 1996). Han spelade också in Metallicas Death Magnetic, som kom in på Billboard Top 200-listan på första plats. 
Joe Gottfried dog 1992, 65 år gammal. Tom Skeeter dog den 12 september 2014, 82 år gammal. Studion stängdes för allmänheten 2011 och mycket av utrustningen såldes, inklusive Neve Electronics 8028 Console från Studio A som köptes av Dave Grohl, tidigare trummis i Nirvana och nuvarande frontman för Foo Fighters, som installerade den i sin Studio 606 i Northridge i Kalifornien.
2011 hyrde skivbolaget Fairfax Recording Studio A för exklusiv användning av sina artister. Medan studion lämnades orörd renoverades kontrollrummet och analog inspelningsutrustning som var ännu äldre än Neve-konsolen tillkom med en ARP 2600 modulär analog synthesizer, ett Wurlitzer 140B elpiano och EQ-moduler designade för Columbia CBS Studios i New York. Konstnärer som Cold War Kids och The Lumineers spelade in på anläggningen under Fairfax-åren.
I början av 2017 bildades ett partnerskap mellan Sandy Skeeter, dotter till grundaren Tom Skeeter, och Olivier Chastan för att öppna studion igen. Sound City är nu hemmet för två av bara 11 överlevande Helios Type 69-konsoler och fortsätter att använda klassiska analoga inspelningstekniker i många av sina produktioner. Kontrollrummen fick några uppgraderingar, inklusive Pro Tools, men huvudstudion förblev exakt som när den byggdes 1969.

## Ljud
Sound City Studios marknadsför sig själva att ha ett mycket speciellt inspelningsljud när det gäller trummor. Toto-trummisen Jeff Porcaro insisterade på att man bara skulle behöva ställa in trummorna för att få ett bra trumljud. Producenten Rick Rubin sa att "gitarrer låter ganska lika överallt, men trummor ändras från rum till rum, och ljudet på Sound City var bland de bästa". Producenten Greg Fidelman spelade in ljudet från en bastrumma från var och en av de stora inspelningsstudiorna i Los Angeles-området, och spelade sedan provet för Metallica utan att avslöja från vilken studio ljudet hade sitt ursprung. Baserat på detta prov valde bandet Sound City Studios för att spela in Death Magnetic. När Dave Grohls ombads av Nine Inch Nails att vara gästtrummis på vissa låtar, gick Grohl med på det, på villkoret att låtarna skulle spelas in i Sound City Studios. Huvudstudions inredning har påståtts att aldrig ha ommålats, och heller inte dess linoleumplattor har ändrats, på grund av rädsla för att någon sådan förändring direkt skulle påverka rummets "legendariska ljudkvalitet".

## Diskografi
| År   | Artist                           | Album                                          | Producent                   |
| ---- | -------------------------------- | ---------------------------------------------- | --------------------------- |
| 1970 | Spirit                           | Twelve Dreams of Dr. Sardonicus                | David Briggs                |
| 1970 | Neil Young                       | After the Gold Rush                            | Neil Young                  |
| 1970 | Neil Young                       | After the Gold Rush                            | David Briggs                |
| 1970 | Neil Young                       | After the Gold Rush                            | Kendall Pacios              |
| 1972 | Dr. John                         | Dr. John's Gumbo                               | Jerry Wexler                |
| 1973 | Buckingham Nicks                 | Buckingham Nicks                               | Keith Olsen                 |
| 1974 | Evel Knievel                     | Evel Knievel                                   | Ron Kramer                  |
| 1974 | Elton John                       | Caribou                                        | Gus Dudgeon                 |
| 1974 | Bachman-Turner Overdrive         | Not Fragile                                    | Randy Bachman               |
| 1974 | Bill Cosby                       | At Last Bill Cosby Really Sings                | Stu Gardner                 |
| 1975 | Fleetwood Mac                    | Fleetwood Mac                                  | Keith Olsen                 |
| 1975 | War                              | Why Can't We Be Friends?                       | Jerry Goldstein             |
| 1975 | Nils Lofgren                     | Nils Lofgren                                   | David Briggs                |
| 1976 | Rick Springfield                 | Wait for Night                                 | Mark K. Smith               |
| 1977 | Grateful Dead                    | Terrapin Station                               | Keith Olsen                 |
| 1977 | REO Speedwagon                   | You Can Tune a Piano, but You Can't Tuna Fish  | John Boylan                 |
| 1977 | REO Speedwagon                   | You Can Tune a Piano, but You Can't Tuna Fish  | Gary Richrath               |
| 1977 | REO Speedwagon                   | You Can Tune a Piano, but You Can't Tuna Fish  | Kevin Cronin                |
| 1977 | REO Speedwagon                   | You Can Tune a Piano, but You Can't Tuna Fish  | Paul Grupp                  |
| 1978 | Cheap Trick                      | Heaven Tonight                                 | Tom Werman                  |
| 1978 | Walter Egan                      | Not Shy                                        | Lindsey Buckingham          |
| 1978 | Walter Egan                      | Not Shy                                        | Richard Dashut              |
| 1978 | Foreigner                        | Double Vision                                  | Keith Olsen                 |
| 1979 | Tom Petty and the Heartbreakers  | Damn the Torpedoes                             | Jimmy Iovine                |
| 1980 | Pat Benatar                      | Crimes of Passion                              | Keith Olsen                 |
| 1981 | Rick Springfield                 | Working Class Dog                              | Keith Olsen                 |
| 1981 | Rick Springfield                 | Working Class Dog                              | Bill Drescher               |
| 1981 | Tom Petty and the Heartbreakers  | Hard Promises                                  | Tom Petty                   |
| 1981 | Tom Petty and the Heartbreakers  | Hard Promises                                  | Jimmy Iovine                |
| 1981 | Santana                          | Zebop!                                         | Keith Olsen                 |
| 1982 | Pat Benatar                      | Precious Time                                  | Keith Olsen                 |
| 1982 | Hawks                            | 30 Seconds Over Otho                           | John Ryan                   |
| 1982 | Hawks                            | 30 Seconds Over Otho                           | Hawks                       |
| 1982 | REO Speedwagon                   | Good Trouble                                   | Kevin Beamish               |
| 1982 | Fear                             | The Record                                     | Gary Lobow                  |
| 1982 | Barry Manilow                    | Here Comes the Night                           | Bill Drescher               |
| 1982 | Rick Springfield                 | Living in Oz                                   | Bill Drescher               |
| 1983 | Dio                              | Holy Diver                                     | Ronnie James Dio            |
| 1983 | Sharon O'Neill                   | Foreign Affairs                                | John Boylan                 |
| 1984 | Ratt                             | Out of the Cellar                              | Beau Hill                   |
| 1984 | Rick Springfield                 | Hard to Hold                                   | Bill Drescher               |
| 1984 | Lionheart                        | Hot Tonight                                    | Kevin Beamish               |
| 1984 | The Winans                       | Tomorrow                                       | Scott V. Smith              |
| 1984 | Saxon                            | Crusader                                       | Kevin Beamish               |
| 1985 | Tom Petty and the Heartbreakers  | Southern Accents                               | Tom Petty                   |
| 1985 | Tom Petty and the Heartbreakers  | Southern Accents                               | Jimmy Iovine                |
| 1985 | Loudness                         | Thunder in the East                            | Max Norman                  |
| 1986 | Guns N' Roses                    | Appetite for destruction (Sound City Sessions) | Mike Clink, Manny Charlton  |
| 1988 | Fleetwood Mac                    | Greatest Hits                                  |                             |
| 1989 | Keel                             | Larger Than Live                               | Ron Keel                    |
| 1991 | Nirvana                          | Nevermind                                      | Butch Vig                   |
| 1992 | Kyuss                            | Blues for the Red Sun                          | Kyuss                       |
| 1992 | Kyuss                            | Blues for the Red Sun                          | Chris Goss                  |
| 1992 | Masters of Reality               | Sunrise on the Sufferbus                       | Chris Goss                  |
| 1992 | Masters of Reality               | Sunrise on the Sufferbus                       | Ginger Baker                |
| 1992 | Rage Against the Machine         | Rage Against the Machine                       | Garth Richardson            |
| 1992 | Green Jellÿ                      | Cereal Killer                                  | Sylvia Massy                |
| 1993 | Kyuss                            | Welcome to Sky Valley                          | Kyuss                       |
| 1993 | Kyuss                            | Welcome to Sky Valley                          | Chris Goss                  |
| 1993 | Tool                             | Undertow                                       | Sylvia Massy                |
| 1993 | Tool                             | Undertow                                       | C.J. Buscaglia              |
| 1993 | Rancid                           | Rancid                                         | Brett Gurewitz              |
| 1993 | Tom Petty                        | Greatest Hits                                  |                             |
| 1994 | Tom Petty                        | Wildflowers                                    | Rick Rubin                  |
| 1994 | The Black Crowes                 | Amorica                                        | Jack Joseph Puig            |
| 1994 | Slayer                           | Divine Intervention                            | Rick Rubin                  |
| 1994 | Slayer                           | Divine Intervention                            | Toby Wright                 |
| 1994 | Slayer                           | Divine Intervention                            | Slayer                      |
| 1995 | Dashboard Prophets               | Burning Out The Inside                         | Garth Richardson            |
| 1995 | Red Hot Chili Peppers            | One Hot Minute                                 | Rick Rubin                  |
| 1995 | Kerbdog                          | On The Turn                                    | Garth Richardson            |
| 1995 | Kyuss                            | ...And the Circus Leaves Town                  | Chris Goss                  |
| 1996 | Tom Petty and the Heartbreakers  | Songs and Music from "She's the One"           | Tom Petty                   |
| 1996 | Carl Perkins                     | Go Cat Go!                                     | Various artists             |
| 1996 | Carl Perkins                     | Go Cat Go!                                     | Eddie Kramer                |
| 1996 | Johnny Cash                      | Unchained                                      | Rick Rubin                  |
| 1996 | Weezer                           | Pinkerton                                      | Weezer                      |
| 1996 | Weezer                           | Pinkerton                                      | David Fridmann              |
| 1996 | Tonic                            | Lemon Parade                                   | Jack Joseph Puig            |
| 1997 | Bruce Dickinson                  | Accident of Birth                              | Roy Z                       |
| 1997 | Fu Manchu                        | The Action Is Go                               | Jay Noel Yuenger            |
| 1998 | Various artists                  | Godzilla: The Album                            | Foo Fighters                |
| 1998 | Frank Black and the Catholics    | Frank Black and the Catholics                  | Frank Black                 |
| 1998 | Bruce Dickinson                  | The Chemical Wedding                           | Roy Z                       |
| 1998 | Superdrag                        | Head Trip in Every Key                         | Jerry Finn                  |
| 1998 | Superdrag                        | Head Trip in Every Key                         | Superdrag                   |
| 1998 | System of a Down                 | System of a Down                               | Rick Rubin                  |
| 1998 | System of a Down                 | System of a Down                               | System of a Down            |
| 1999 | Frank Black and the Catholics    | Pistolero                                      | Nick Vincent                |
| 1999 | Jimmy Eat World                  | Clarity                                        | Mark Trombino               |
| 2000 | A Perfect Circle                 | Mer de Noms                                    | Billy Howerdel              |
| 2000 | Queens of the Stone Age          | Rated R                                        | Chris Goss                  |
| 2001 | Black Rebel Motorcycle Club      | B.R.M.C.                                       | Black Rebel Motorcycle Club |
| 2001 | Frank Black and the Catholics    | Dog in the Sand                                | Nick Vincent                |
| 2001 | Slipknot                         | Iowa                                           | Ross Robinson               |
| 2001 | Treble Charger                   | Wide Awake Bored                               | Matt Hyde                   |
| 2001 | Fu Manchu                        | California Crossing                            | Matt Hyde                   |
| 2001 | Vanilla Ice                      | Bi-Polar                                       | Vanilla Ice                 |
| 2003 | Matchbook Romance                | West For Wishing                               | Brett Gurewitz              |
| 2003 | Hotwire                          | The Routine                                    | Matt Hyde                   |
| 2003 | Kings of Leon                    | Youth & Young Manhood                          | Ethan Johns                 |
| 2003 | Poison the Well                  | You Come Before You                            | Pelle Henricsson            |
| 2003 | Rancid                           | Indestructible                                 | Brett Gurewitz              |
| 2004 | Bad Religion                     | The Empire Strikes First                       | Brett Gurewitz              |
| 2004 | Seo Taiji                        | 7th Issue                                      | Seo Taiji                   |
| 2005 | Queens of the Stone Age          | Lullabies to Paralyze                          | Joe Barresi                 |
| 2005 | Wolfmother                       | Wolfmother                                     | Dave Sardy                  |
| 2005 | Nine Inch Nails                  | With Teeth                                     | Trent Reznor                |
| 2005 | Madrugada                        | The Deep End                                   | George Drakoulias           |
| 2005 | Ry Cooder                        | Chávez Ravine                                  | Ry Cooder                   |
| 2007 | Mavis Staples                    | We'll Never Turn Back                          | Ry Cooder                   |
| 2008 | Cold War Kids                    | Loyalty to Loyalty                             | Kevin Augunas               |
| 2008 | Cold War Kids                    | Loyalty to Loyalty                             | Cold War Kids               |
| 2008 | Metallica                        | Death Magnetic                                 | Rick Rubin                  |
| 2008 | Nine Inch Nails                  | The Slip                                       | Trent Reznor                |
| 2008 | Elvis Costello and the Imposters | Momofuku                                       | Elvis Costello              |
| 2008 | Elvis Costello and the Imposters | Momofuku                                       | Jason Lader                 |
| 2009 | BigBang                          | Edendale                                       | Greg Richling               |
| 2009 | Kid Rock                         | Born Free                                      | Rick Rubin                  |
| 2009 | The Higher                       | It's Only Natural                              | Mike Green                  |
| 2009 | Wolfmother                       | Cosmic Egg                                     | Alan Moulder                |
| 2010 | Josh Groban                      | Illuminations                                  | Rick Rubin                  |
| 2010 | Death Cab for Cutie              | Codes and Keys                                 | Chris Walla                 |
| 2010 | Death Cab for Cutie              | Codes and Keys                                 | Death Cab for Cutie         |
| 2010 | Triggerfinger                    | All This Dancin' Around                        | Greg Gordon                 |
| 2010 | Year Long Disaster               | Black Magic; All Mysteries Revealed            | Nick Raskulinecz            |
| 2011 | Mastodon                         | The Hunter                                     | Mike Elizondo               |
| 2011 | Everclear                        | Return to Santa Monica                         | Nathaniel Kunkel            |
| 2011 | Everclear                        | Return to Santa Monica                         | Art Alexakis                |
| 2011 | Arctic Monkeys                   | Suck It and See                                | James Ford                  |
| 2011 | Haloes                           | Living Like Kings In Confined Spaces           | Greg Richling               |
| 2011 | Noah and the Whale               | Last Night on Earth                            | Noah and the Whale          |
| 2011 | The Lonely Forest                | Arrows                                         | Chris Walla                 |
| 2011 | Monstro Flora                    | Between the Stars                              | Greg Richling               |